# Espai de Hilbert equipat
En matemàtiques, un espai de Hilbert equipat (EHE) és una generalització dels espais de Hilbert que permet lligar la teoria de distribucions i els aspectes quadrat-integrables de l'anàlisi funcional. Aquests espais van ser introduïts per poder estudiar la teoria espectral en un sentit ampli i tenen molta aplicació en la mecànica quàntica.

## Motivació
Una funció com 

{\displaystyle x\mapsto e^{ix}\quad }

que és clarament un vector propi de l'operador diferencial (que en mecànica quàntica s'usa com a operador quantitat de moviment):

{\displaystyle i{\frac {d}{dx}}}

a la recta real {\displaystyle \mathbb {R} }, no és de quadrat integrable per la mesura de Borel usual a {\displaystyle \mathbb {R} }. Clarament, la funció exponencial complexa pertany a l'espai vectorial complex {\displaystyle {\mathcal {C}}^{\infty }(\mathbb {R} )} (que no és un espai de Hilbert) però no pertany a l'espai de Hilbert {\displaystyle L^{2}(\mathbb {R} )} (associat a la mesura de Lebesgue-Borel).
Per poder definir propietats d'ortogonalitat a la funció exponencial complexa de l'exemple anterior, cal un nou marc que excedeixi els límits estrictes de la teoria de l'espai de Hilbert. Això va ser donat per l'aparell de distribucions de Schwartz, i la teoria generalitzada de la funció pròpia va ser desenvolupada als anys 1950.

## Introducció
El concepte de l'espai de Hilbert equipat posa aquesta idea en un marc funcional-analític abstracte. Formalment, un espai de Hilbert equipat consisteix en un espai de Hilbert H, juntament amb un subespai Φ que porta una topologia més fina, per a la qual la inclusió natural o injecció canònica:

{\displaystyle \Phi \hookrightarrow H,}

és contínua. Es pot assumir que Φ és dens a H per la normal de Hilbert. Considerem la inclusió de l'espai dual H* en Φ*. L'últim, el dual a Φ en la seva topologia de la funció de prova, es pot realitzar com un espai de distribucions o de funcions generalitzades d'una certa classe, i les funcions lineals en el subespai Φ del tipus:

{\displaystyle \phi \mapsto \langle v,\phi \rangle }

per v en H es representa fidelment com distribucions (perquè assumim Φ dens). Aplicant ara el teorema de representació de Riesz es pot identificar H*  amb H. Per tant, la definició de l'espai de Hilbert equipat és en termes d'un sandvitx:

{\displaystyle \Phi \subseteq H=H^{*}\subseteq \Phi ^{*}.}

## Definició formal
Un espai de Hilbert equipat és una tripleta {\displaystyle \scriptstyle ({\mathcal {H}},\Phi ,\langle ,\rangle )} on el par {\displaystyle \scriptstyle ({\mathcal {H}},\langle ,\rangle )} constitueix un espai de Hilbert ordinari i el conjunt {\displaystyle \scriptstyle \Phi } és un espai vectorial dens en l'espai {\displaystyle \scriptstyle {\mathcal {H}}} i no reflexiu ({\displaystyle \scriptstyle \Phi \neq \Phi ^{*}}) tal que {\displaystyle \scriptstyle {\mathcal {H}}\subseteq \Phi ^{*}}. Com a condició addicional s'exigeix que {\displaystyle \scriptstyle \Phi } pugui ser contínuament encaixat en l'espai {\displaystyle \scriptstyle {\mathcal {H}}}, és a dir, que la injecció canònica i sogui continua:

{\displaystyle i:\Phi \to {\mathcal {H}}}

Donat que {\displaystyle \scriptstyle {\mathcal {H}}={\mathcal {H}}^{*}}, pel fet de ser tot espai de Hilbert reflexiu, l'operador adjunt donat per:

{\displaystyle i^{*}:H=H^{*}\to \Phi ^{*}}

també ha de ser una aplicació contínua. La dualitat entre {\displaystyle \scriptstyle \Phi } i {\displaystyle \scriptstyle \Phi *} també ha de ser compatible amb el producte de {\displaystyle \scriptstyle {\mathcal {H}}}, en el sentit que:

{\displaystyle \langle u,v\rangle _{\Phi \times \Phi ^{*}}=(u,v)_{H}}

per qualsevol {\displaystyle \scriptstyle u\in \Phi \subset H} y {\displaystyle \scriptstyle v\in H=H^{*}\subset \Phi ^{*}}
La tripleta {\displaystyle \scriptstyle (\Phi ,\,\,H,\,\,\Phi ^{*})} es denomina sovint "terna de Gelfand" (en honor del matemàtic Izrail Gélfand). Cal fer notar que encara que {\displaystyle \scriptstyle \Phi } és isomorf a {\displaystyle \scriptstyle \Phi ^{*}} en el cas que {\displaystyle \scriptstyle \Phi } sigui en si mateix un espai de Hilbert, aquest isomorfisme no és el mateix que la composició de la injecció canònica i amb el seu adjunt i*

{\displaystyle i^{*}\circ i:\Phi \subset H=H^{*}\to \Phi ^{*}.}=

## EHE a la mecànica quàntica
En mecànica quàntica el formalisme d'espais de Hilbert equipats permet tractar d'una forma similar els estats lligats de partícules i estats lliures (idealitzats o de col·lisió). Un estat lligat correspon normalment a una situació en què una partícula té el seu moviment restringit a una regió finita de l'espai, mentre que un estat lliure o no-lligat, la partícula pot moure's per tot l'espai. Els estats lligats poden representar-se per vectors ordinaris en un espai de Hilbert de tipus {\displaystyle \scriptstyle L^{2}(\mathbb {R} ^{n})} mentre que els estats no-lligats en representar partícules on el moviment no es restringeix a una funció s'han de modelitzar per funcions generals no integrables i que no pertanyen a l'espai de Hilbert de funcions quadrat-integrable.
Si considerem un àtom d'hidrogen, els estats lligats corresponen als electrons que orbiten al voltant del nucli i no van gaire més enllà del radi atòmic. En aquest cas la seva energia mecànica total és negativa. Per l'altre costat, un estat lliure correspondria a la situació d'un electró amb energia positiva que s'apropa al nucli de l'àtom, interactua amb ell, és desviat de la seva trajectòria i té prou energia per no ser capturat pel nucli, continuant així el seu camí lluny de l'àtom.
Des del punt de vista matemàtic, els estats lligats són vectors propis del Hamiltonià (associat a l'espectre puntual del mateix). Al contrari, l'espectre continu del Hamiltonià, que correspondria als estats lliures, no té vectors propis pròpiament dits en un espai de Hilbert convencional. Si s'amplia l'espai de Hilbert convencional amb certs vectors addicionals, llavors certs estats lliures raonables físicament poden ser tractats com vectors propis generalitzats corresponent a l'espectre continu.